# انباشت بخار شیمیایی افزایش‌یافته با پلاسمای کم‌انرژی

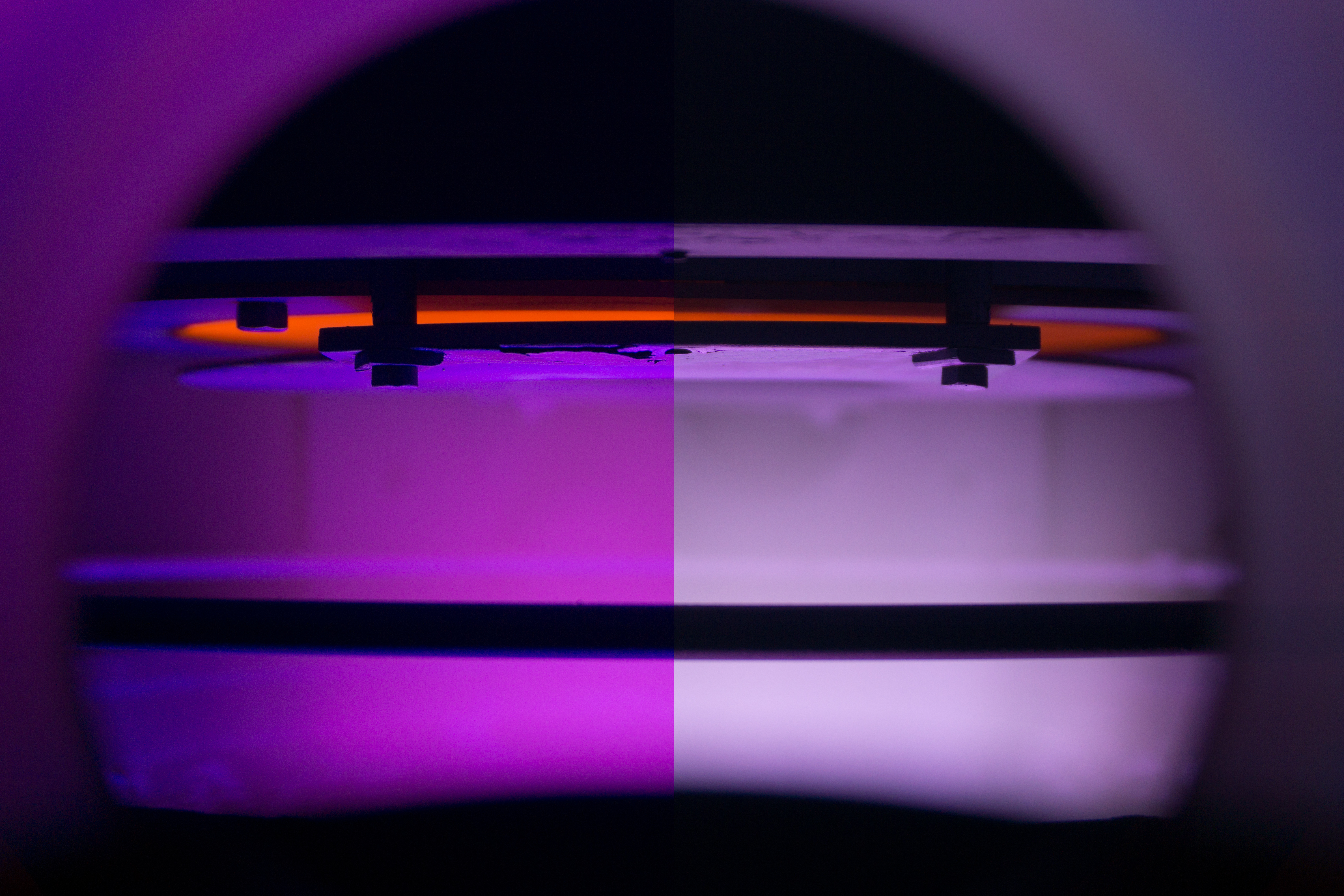
انباشت بخار شیمیایی افزایش‌یافته با پلاسمای کم‌انرژی

انباشت بخار شیمیایی افزایش‌یافته با پلاسمای کم‌انرژی (انگلیسی: Low-energy plasma-enhanced chemical vapor deposition) CVD) از پلاسمای کم‌چگالی و کم‌انرژی برای به دست آوردن رسوب اپیتاکسیال مواد نیمه‌رسانا با سرعت بالا و دماهای پایین استفاده می‌شود.